# 桜菜々
桜 菜々 (さくら なな、1980年2月22日 - ) は、日本の元AV女優。
東京都出身。血液型:O型。身長:150cm、スリーサイズ:B83・W59・H83。趣味、特技:洗濯

## 略歴
- 1999年 - 『Chu』でAVデビュー。

## 作品

### アダルトビデオ
1999年
- Chu (1999年10月29日、トライハート)
- 屋外中毒 (1999年12月10日、トライハート)
- ラヴィアンローズ (1999年、トライハート)
- Premium 桜菜々 (1999年、トライハート)

2000年
- 欲望のディスティニー (2000年1月25日、アトラス21)
- おぼれて快感… (2000年2月20日、アトラス21)
- チェリーの気分は7カラットの快感 (2000年3月20日、アトラス21)
- 真トライアングル・レズビアン (2000年4月17日、KUKI) …共演:岡崎美女、つかもと友希
- 新・妹の下着21 (2000年5月25日、KUKI)
- 美尻姫 (2000年6月18日、宇宙企画)
- アイドルザーメン (2000年9月20日、ハムレット)
- 桜菜々のオナニーのお手伝いしてあげる (2000年10月5日、ハムレット)
- ピアノ教師陵辱レイプ 桜菜々 (2000年11月20日、ハムレット)
- SHOW TIME (2000年11月24日、セクシア) …他出演:三咲まお
- 就職戦線伊集院亜利 (2000年12月1日、MOODYZ) …共演:吉川みなみ、白川なるみ、秋本優奈

2001年
- 徹底攻略 桜菜々 (2001年3月1日、ワンズファクトリー)
- NaNa (2001年4月1日、MOODYZ)
- 夜勤病棟 実写編 下章 (2001年5月18日、メディアバンク) …共演:吉田あゆみ

2008年
- 完全限定生産 SOFT ON DEMAND ClassicBox Platinum (2008年10月9日、SODクリエイト) オムニバス 笠木忍、金沢文子、彩名杏子、桜菜々、三田友穂、樹若菜、森下くるみ、長瀬愛、堤さやか、宝来みゆき

他多数出演